# Caryophyllia secta
Espèce
Statut CITES
Caryophyllia secta est une espèce de coraux appartenant à la famille des Caryophylliidae.